# Suphisellus levis
Suphisellus levis är en skalbaggsart som först beskrevs av Henry Clinton Fall 1909.  Suphisellus levis ingår i släktet Suphisellus och familjen grävdykare. Inga underarter finns listade i Catalogue of Life.